# Мужская сборная Великобритании по кёрлингу
Мужская сборная Великобритании по кёрлингу — представляет Великобританию на международных соревнованиях по кёрлингу (в основном на Олимпийских играх и Универсиадах; на чемпионатах мира и чемпионатах Европы три из четырёх провинций, составляющих Великобританию — Англия, Шотландия и Уэльс, — выставляют отдельные сборные; Северная Ирландия своей сборной по кёрлингу не имеет, её кёрлингисты выступают на международных соревнованиях уровня сборных в составе сборной Ирландии). Управляющей организацией выступает Британская олимпийская ассоциация (англ. British Olympic Association).
В расчёте рейтинга Всемирной федерации кёрлинга (рейтинг ВФК) сборных команд по кёрлингу, согласно договорённости между странами-членами ВФК, очки, набранные сборной Великобритании, добавляются сборной Шотландии.

## Результаты выступлений

### Олимпийские игры
| Год  | Место | И  | В | П | Состав команды (в порядке: четвёртый, третий, второй, первый, запасной, тренер; скипы выделены полужирным шрифтом)                     |
| ---- | ----- | -- | - | - | --- |
| 1924 | 1     | 2  | 2 | 0 | Уильям Джексон, Робин Уэлш, Томас Мюррей, Лоуренс Джексон, запасные: Джон Робертсон-Эйкман, Джон Маклауд, Уильям Браун, Делаваль Эстли |
| 1998 | 7     | 7  | 2 | 5 | Дуглас Драйбур, Питер Уилсон, Фил Уилсон , Ронни Нейпир, запасной: Джеймс Драйбур                                                      |
| 2002 | 7     | 9  | 3 | 6 | Хэмми Макмиллан, Уорвик Смит, Эван Макдональд, Питер Лаудон, запасной: Норман Браун, тренер: Дерек Браун                               |
| 2006 | 4     | 9  | 5 | 4 | Дэвид Мёрдок, Эван Макдональд, Уорвик Смит, Юан Байерс, запасной: Крейг Уилсон, тренер: Дерек Браун                                    |
| 2010 | 5     | 9  | 5 | 4 | Дэвид Мёрдок, Эван Макдональд, Питер Смит, Юан Байерс, запасной: Грэм Коннал, тренер: Дэвид Хэй                                        |
| 2014 | 2     | 12 | 7 | 5 | Дэвид Мёрдок, Грег Драммонд, Скотт Эндрюс, Майкл Гудфеллоу, запасной: Том Брюстер, тренер: Сёрен Гран                                  |
| 2018 | 5     | 10 | 5 | 5 | Кайл Смит, Томас Мёрхэд, Кайл Уодделл, Кэмерон Смит, запасной: Глен Мёрхэд, тренер: Виктор Челль                                       |
| 2022 | 2     | 11 | 9 | 2 | Брюс Моуэт, Грант Харди, Бобби Лэмми, Хэмми Макмиллан мл., запасной: Росс Уайт, тренер: Алан Ханна                                     |

(источник:)

### Универсиады
| Год  | Место | И  | В  | П | Состав команды (в порядке: четвёртый, третий, второй, первый, запасной, тренер; скипы выделены полужирным шрифтом)             |
| ---- | ----- | -- | -- | - | --- |
| 2003 | 4     | 11 | 6  | 5 | Paul Stevenson, Iain Kilgour, Fraser Watt, Gavin Baird, запасной: David Owen, тренер: Phil Attwell                             |
| 2007 | 2     | 11 | 8  | 3 | John Hamilton, Andrew Craigie, Iain Chalmers, Graeme Copland, запасной: Росс Патерсон, тренер: Том Пендрей                     |
| 2009 | 7     | 9  | 3  | 6 | John Hamilton, Andrew Craigie, Tom Pendreigh Jr., Майкл Гудфеллоу, запасной: Ian Copland, тренер: Дэвид Рэмзи                  |
| 2011 | 4     | 11 | 7  | 4 | Глен Мюрхед, Alasdair Guthrie, Грег Драммонд, Kerr Drummond, запасной: Майкл Гудфеллоу, тренер: Гордон Мюрхед                  |
| 2013 | 2     | 11 | 7  | 4 | Кайл Смит, Томас Мёрхэд, Кайл Уодделл, Кэмерон Смит, запасной: Деррик Слоун, тренер: Дэвид Рэмзи                               |
| 2015 | 3     | 11 | 7  | 4 | Кайл Смит, Грант Харди, Томас Мёрхэд, Алистер Шрайбер, запасной: Стюарт Тейлор, тренер: Дэвид Рэмзи                            |
| 2017 | 1     | 11 | 11 | 0 | Брюс Моуэт, Бобби Лэмми, Грегор Кэннон, Деррик Слоун, запасной: Алистер Шрайбер, тренер: Cate Brewster                         |
| 2019 | 3     | 11 | 8  | 3 | Росс Уайт, Данкан Макфазин, Ryan McCormack, Robin McCall, запасной: Luke Carson, тренер: Грег Драммонд                         |
| 2023 | 1     | 11 | 10 | 1 | James Craik, Mark Watt, Angus Bryce, Blair Haswell, запасной: Jack Carrick, тренер: Iain Watt                                  |
| 2025 | 9     | 9  | 2  | 7 | Arran Thomson, Ross Craik, Kaleb Johnson, Rory MacNair, запасной: Fraser Swanson, тренер: Niall Ryder, нац. тренер: Нэнси Смит |

(источник:)